# Чёрная (приток Веенки)
Чёрная — река в России, протекает по Устюженскому району Вологодской области. Длина — 13 км. Площадь бассейна — 77,7 км².
По данным водного реестра левый приток Званы, что находится в противоречии с данными карт Генштаба. Примерно за 1,5 км до впадения в Звану река Чёрная сливается с рекой Веенкой. Этот полуторакилометровый отрезок на карте отмечен как Веенка. Таким образом, по топокарте Чёрная впадает в Веенку, а по водному реестру наоборот. Соответственно, длина Чёрной должна быть на 1,7 км меньше, чем указано в реестре, а площадь бассейна по меньшей мере на 64,3 меньше.
Начинается в болоте примерно в 1 км на юго-запад от урочища Чинцово. Обогнув эту бывшую деревню почти по кругу по часовой стрелке, река течёт на юго-восток по лесной ненаселённой местности до расположенной на левом берегу деревни Чёрная. Сразу после этой деревни, справа впадает приток Холменка. Примерно через 2 км Чёрная впадает в Веенку.

## Данные водного реестра
По данным государственного водного реестра России относится к Верхневолжскому бассейновому округу, водохозяйственный участок реки — Рыбинское водохранилище до Рыбинского гидроузла и впадающие в него реки, без рек Молога, Суда и Шексна от истока до Шекснинского гидроузла, речной подбассейн реки — Реки бассейна Рыбинского водохранилища. Речной бассейн реки — (Верхняя) Волга до Куйбышевского водохранилища (без бассейна Оки).
Код объекта в государственном водном реестре — 08010200412110000005177.